# Lututów (gemeente)
De gemeente Lututów is een landgemeente in het Poolse woiwodschap Łódź, in powiat Wieruszowski.
De zetel van de gemeente is in Lututów.
Op 30 juni 2004 telde de gemeente 4827 inwoners.

## Oppervlakte gegevens
In 2002 bedroeg de totale oppervlakte van gemeente Lututów 75,13 km², waarvan:
- agrarisch gebied: 83%
- bossen: 12%

De gemeente beslaat 13,04% van de totale oppervlakte van de powiat.

## Demografie
Stand op 30 juni 2004:
| Omschrijving                   | Totaal | Totaal | Vrouwen | Vrouwen | Mannen | Mannen |
| ------------------------------ | ------ | ------ | ------- | ------- | ------ | ------ |
| eenheid                        | aantal | %      | aantal  | %       | aantal | %      |
| inwoners                       | 4827   | 100    | 2443    | 50,6    | 2384   | 49,4   |
| bevolkingsdichtheid (inw./km²) | 64,2   | 64,2   | 32,5    | 32,5    | 31,7   | 31,7   |

In 2002 bedroeg het gemiddelde inkomen per inwoner 1345,35 zł.

## Aangrenzende gemeenten
Biała, Czarnożyły, Galewice, Klonowa, Ostrówek, Sokolniki, Złoczew